# Uxeau
Uxeau ist eine französische Gemeinde mit 497 Einwohnern (Stand: 1. Januar 2022) im Département Saône-et-Loire in der Region Bourgogne-Franche-Comté (bis 2015: Burgund). Die Gemeinde gehört zum Arrondissement Charolles, zum Kanton Gueugnon und zum Gemeindeverband Pays de Gueugnon. Die Bewohner werden Uxellois genannt.

## Geografie
Uxeau liegt im Gebiet der historischen Grafschaft Charolais, etwa 80 Kilometer südwestlich von Mâcon. Der Fluss Arroux bildet teilweise die östliche Gemeindegrenze. Umgeben wird Uxeau von den Nachbargemeinden Issy-l’Évêque im Norden, Sainte-Radegonde und Toulon-sur-Arroux im Nordosten, Vendenesse-sur-Arroux im Südosten und Süden, La Chapelle-au-Mans im Südwesten sowie Grury im Westen.
Zu Uxeau gehören folgende Ortsteile und Weiler:
| - Le Grand Dardon - Les Carriaux - Busserole - Morentru - Les Loges | - Montdemot (teilweise) - Ville Fèvre - Les Places Fourreaux - Bassenier - Le Prompt |

## Bevölkerungsentwicklung
| Jahr      | 1962 | 1968 | 1975 | 1982 | 1990 | 1999 | 2007 | 2013 |
| Einwohner | 730  | 718  | 655  | 693  | 686  | 574  | 528  | 545  |

## Sehenswürdigkeiten
- Kirche Saint-Pierre
- Aussichtspunkt mit drei Flurkreuzen anstelle eines früheren gallischen Oppidums auf dem 506 m hohen, isoliert stehendem Mont Dardon

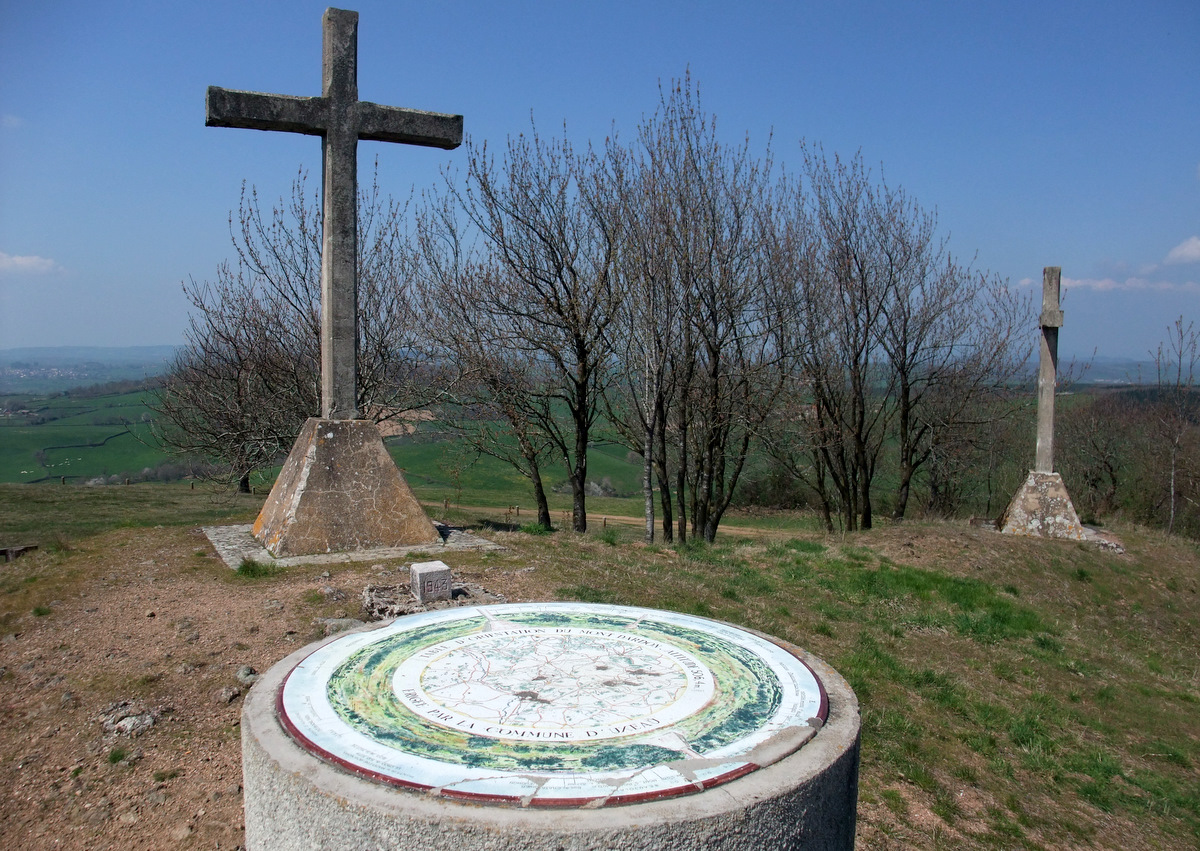
Gipfel des Mont Dardon